# Aéroport de Kugluktuk
L'aéroport de Kugluktuk code IATA : YCO • code OACI : CYCO est située à Kugluktuk au Nunavut au Canada. Il est géré par le gouvernement du Nunavut.

## Compagnies aériennes et destinations
| Compagnies     | Destinations                            |
| -------------- | --------------------------------------- |
| Canadian North | Cambridge Bay, Ululkhattok, Yellowknife |

Édité le 13/04/2025

## Annexe